# Agrius roseofasciata
Agrius roseofasciata är en fjärilsart som beskrevs av Koch 1865. Agrius roseofasciata ingår i släktet Agrius och familjen svärmare. Inga underarter finns listade i Catalogue of Life.